# 炎
炎 est un kanji composé de 8 traits et fondé sur 火. 
Il se lit えん (en) ou たん (tan) en lecture on et ほのお (honō) ou もえる (moeru) en lecture kun.
Son caractère Unicode est 708E.